# Волоколамське шосе (фільм, 1984)
«Волоколамське шосе» — радянський двосерійний телефільм-військова драма 1984 року, знята режисерами Всеволодом Шиловським і Світланою Кокотуновою на Центральному телебаченні СРСР.

## Сюжет
Фільм оповідає про оборону Москви 1941 року, під час Німецько-радянської війни, дивізією генерала Панфілова.

## У ролях
- Георгій Бурков — Іван Васильович Панфілов, генерал, командир дивізії
- Борис Щербаков — Василь Момиш-вули, комбат, старший лейтенант
- Юрій Леонідов — Звягін, генерал-лейтенант, заступник командувача армії
- Олексій Борзунов — Федір Толстунов, старший політрук, новий командир загону
- Олександр Смирнов — Коля Брудний, лейтенант
- Георгій Єпіфанцев — Семен Петрович Заєв, ротний командир, лейтенант
- Юрій Пузирьов — Дорфман, капітан, начальник оперативного відділення
- Римма Коростельова — Варя Заовражина, наречена Момиш-вули, воєнфельдшер
- Ксенія Мініна — Нікольська, військовий лікар
- Олександр Старіков — Єрмолов, боєць із роти Заєва
- Віктор Фокін — Пашко, боєць із роти Заєва
- Микола Пузирьов — Джильбаєв, боєць із роти Заєва
- Микола Болотов — Прохоров, боєць із роти Заєва
- Юрій Мочалов — Сорокін, капітан, військовий слідчий
- Андрій Давидов — Тимошин зі штабу Момиш-вули
- Анатолій Шлаустас — вартовий
- Юрій Левітан — диктор
- Алла Демидова — читає вірші О. Берггольц

## Знімальна група
- Режисери — Всеволод Шиловський, Світлана Кокотунова
- Сценарист — Володимир Шацьков
- Оператор — Олександр Шапорін
- Художники — Йосип Сумбаташвілі, Юрій Єфімов